# Caudilhismo
Caudilhismo é o exercício do poder político caracterizado pelo agrupamento de uma comunidade em torno do caudilho.
Em geral, caudilhos são lideranças políticas carismáticas ligadas a sectores tradicionais da sociedade (como militares e grandes fazendeiros) e que baseiam seu poder no seu carisma. Muitas vezes, líderes são chamados de caudilhos quando permanecem no governo por mais tempo do que o previsto. O caudilhismo apresenta-se como forma de exercício de poder divergente da democracia representativa. No entanto, nem todos os caudilhos são ditadores: às vezes podem exercer forte liderança autocrática e carismática mantendo formalmente a norma democrática.

## Origem
O caudilho é o líder de um grupo humano que exerce o seu poder de maneira autoritária, e as relações pessoais do líder com seus adeptos é estreita e emocional. Em geral, tem origens entre representantes das elites tradicionais, como fazendeiros e militares. É comum entre os caudilhos a tendência a se perpetuar no poder, seja por consecutivas reeleições ou por mandato vitalício. Seu carisma, embora nem sempre transferível em caso de sua morte, pode ser estendido para parentes, como esposa e filhos (como François Duvalier e seu filho Jean-Claude Duvalier no Haiti). O caudilho pode exercer o poder em todo um país ou apenas numa região ou província (assemelhando-se ao coronelismo).
Fora do contexto latino-americano, houve também caudilhos na África (como Idi Amin) e na Europa (como Miklós Horthy). O general Francisco Franco, governante da Espanha entre 1939 e 1975, era tratado oficialmente como Caudilho.
O caudilhismo é um fenômeno cultural que primeiro surgiu durante o início do século XIX na América do Sul revolucionária, como uma forma de líder de milícia com personalidade carismática e um programa suficientemente populista de reformas genéricas a fim de auferir larga adesão, ao menos no início, das pessoas comuns. O caudilhismo eficaz sustenta-se em culto à personalidade.
A raiz do caudilhismo assenta-se na política colonial espanhola de suplementar pequenas forças de soldados profissionais com vastas milícias recrutadas a partir de populações locais a fim de manter a ordem pública. Milicianos  ocupavam postos civis, mas eram convocados em intervalos regulares para treinamento e inspeção. O salário pago pela Coroa era meramente nominal; a sua recompensa assentava-se no prestígio, sobretudo por causa do foro militar, que os isentava de certas taxas e tarefas comunitárias obrigatórias (compare-se com a corveia feudal), e, mais significativamente, de persecução civil ou criminal. Longe das capitais coloniais, as milícias ficavam a serviço dos proprietários de terra.

### Imagem carismática
Caudilhos tipicamente atribuíam a tarefa de conquistar poder sobre a sociedade e posicionar-se como líderes. Eram capazes de comandar grande número de pessoas e de prender a atenção de vastas multidões entusiasmadas. No período final da República Romana, homens como Caio Mário, Júlio César e Otaviano foram comandantes populistas que possuíam fortes laços pessoais com seus soldados, e a imagem de retomada de valores romanos é frequentemente utilizada para conquistar apoio ao caudilhismo. Na Itália dos séculos XIII a XVI, fenómeno similar trouxe repetidamente ao poder o condottiere, líder carismático de um bando de mercenários,  no momento em que as instituições falhavam temporariamente.

### Estrutura de governo
Como o caudilho tipicamente mantinha sempre seu poder controlado por redes de apoio, que não toleravam qualquer estrutura rival, alguns caudilhos adotaram posições anticlericais. Muitos usaram seu poder recém-conquistado (ainda irrestrito, uma vez que era extraconstitucional) para aumentar sua riqueza e promover os seus próprios interesses. No ápice do caudilhismo, como na Venezuela, o exército nacional tornou-se supérfluo diante dos exércitos pessoais dos caudilhos: em 1872, as tropas federais venezuelanas foram integralmente dissolvidas.

### Outra classificação
Alguns classificam os caudilhos da seguinte maneira:
- Podem ser Esclarecidos: na Bolívia - Andrés Santa Cruz; na Venezuela - Guzmán Blanco; no Paraguai - Carlos Antonio López.

- Caudilhos reacionários: na Argentina - Juan Manuel de Rosas; na Colômbia - Rafael Wenceslao Núñez.

- Teocráticos: no Equador - Gabriel García Moreno; no México - Pancho Villa.

- Sanguinários: na Argentina - Juan Facundo Quiroga.

- Orgiásticos: na Bolívia - Mariano Melgarejo.

## América Latina
A ideia de caudilho surgiu na América Latina para designar líderes conservadores que assumiam o poder por meio de golpes de Estado e implantavam ditaduras personalistas. Em muitos casos, eram militares ou latifundiário. O surgimento de caudilhos era favorecido pela própria estrutura social das ex-colônias espanholas e portuguesas, nas quais latifundiários detinham grande poder político (a exemplo do coronelismo no Brasil). O sistema caudilhista favoreceu a implantação de ditaduras militares ao longo dos séculos XIX e XX, como ocorreu na Argentina, Bolívia, Brasil, Chile, Haiti, Peru e Uruguai. O caudilhismo pode ser de índole militar, quando o ascendente ao poder é líder de grupos armados.
Acredita-se que a primeira geração de caudilhos se originou na época da independência das colônias hispano-americanas em torno de 1820, devido à mudança de poder sobre povos envolvidos, que deixavam de ser colônias das potências européias.
O caudilhismo na América Latina ocorreu porque as estruturas políticas da região eram fundamentalmente oligárquicas, e não havia o conhecimento da democracia pela população, na maioria analfabeta e alijada do poder. Isto dificultou o entendimento e a aceitação do princípio de equilíbrio entre os poderes legislativo, judiciário e executivo, além das diferenças entre as instâncias federal, estadual e municipal.
Na Argentina, por exemplo, Juan Manuel de Rosas representou os interesses dos proprietários rurais e latifundiários e não do povo, embora fosse um caudilho que tinha a população à sua vontade, e o federalismo como bandeira de propaganda.
No caso do Paraguai, Carlos Antonio López de fato era partidário das ideias liberais e procurou desenvolver sua nação.Outro líder caudilho que realmente tinha em mente as ideias de desenvolvimento da nação era o líder venezuelano Antonio Guzmán Blanco, que professava ideias liberais e esclarecidas.
O caudilhismo iniciou sua queda em meados da Belle Époque do final do Século XIX, isto ocorreu devido a industrialização, à imigração européia e à reforma eleitoral. Outro fator gerador do declínio do caudilhismo na América Latina, foi a profissionalização dos exércitos, esta desencadeou a queda de diversos governos, porém trouxe a implantação das ditaduras militares no Brasil, Argentina, Bolívia, Uruguai, Chile, Haiti e Peru.
No Brasil, não houve caudilhos até 1889, pois o sistema político do Império impedia a ascensão destas lideranças. Após a proclamação da República, no entanto, o caudilhismo foi forte particularmente no Rio Grande do Sul, onde deu origem ao castilhismo de Júlio de Castilhos, Borges de Medeiros, Getúlio Vargas e Flores da Cunha. Assim como entre os militares que tomaram conta do Estado em 1889, havia entre os castilhistas gaúchos uma forte influência do positivismo.

### Exemplos

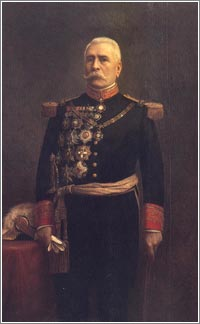
Porfirio Díaz, caudilho mexicano

São comumente considerados exemplos de caudilhos latino-americanos os seguintes presidentes ou líderes (com os respectivos anos de permanência no poder de fato entre parênteses):
- Argentina: Justo José de Urquiza (1854-1860), Bartolomé Mitre (1862-1868)
- Bolívia: Mariano Melgarejo (1864-1871)
- Brasil: Getúlio Vargas (1930-1945; 1951-1954)
- Cuba: Fulgencio Batista (1940-1959)
- Equador: José María Velasco Ibarra (1934-1972)
- Guatemala: José Rafael Carrera Turcios
- Haiti: Jean-Pierre Boyer (1818-1843), François Duvalier, o Papa Doc (1957-1971), Jean-Claude Duvalier, o Baby Doc (1971-1986)
- México: Antonio López de Santa Anna (1834-1855 - diversas passagens pelo governo ao longo deste período), Benito Juárez (1862-1872), Porfirio Díaz (1876-1911)
- Nicarágua: Anastasio Somoza García (1937-1947; 1950-1956); Anastasio Somoza Debayle (1967-1979)
- Paraguai: Gaspar Rodríguez de Francia (1813-1840), Francisco Solano López (1862-1869)
- República Dominicana: Buenaventura Báez (1849-1878), Rafael Trujillo (1930-1962)
- Uruguai: Manuel Oribe (1835-1838; 1846-1851), José Batlle (1899-1915 - diversas passagens pelo governo ao longo deste período)
- Venezuela: Cipriano Castro (1899-1909), Juan Vicente Gómez (1909-1935)
- Nova Zelândia: Richard Seddon (1893-1906), Keith Holyoake (1960-1972/1977-1980)

## Influência norte-americana
Sabe-se que as constituições latino-americanas foram inspiradas na norte-americana. Presume-se que as instituições políticas recém iniciadas foram inspiradas na filosofia republicana por influência dos Estados Unidos. Algumas diferenças socioeconômicas, como a estrutura fundiária e o tipo de colonização adotado, ocasionaram sérios problemas para a implantação da democracia. As constituições nacionais latino-americanas passaram a ser emendadas a bel-prazer, sem critério, e sem respeito dos governantes pela população.
A visão distorcida dos fundamentos republicanos gerou o anseio de poder de poucos com freqüentes golpes e revoluções. A oligarquia e a república federal em essência são incompatíveis. Os golpes de estado que seguiam sucessivamente geraram reformas constitucionais feitas de forma a legitimar as anormalidades políticas vigorantes. Com o caudilhismo, as eleições eram muito mais designações dos representantes do povo entre aqueles escolhidos pelo líder maior ou seus seguidores nos escalões inferiores do poder.
Por outro lado, os EUA também ajudaram deliberadamente a ascensão de muitos caudilhos por meio da organização e financiamento de golpes de Estado nas repúblicas latino-americanas. Na segunda metade do século XX, estes golpes foram auxiliados pela CIA como parte da política de contenção do comunismo no hemisfério ocidental. Os governos conservadores caudilhistas serviam para assegurar a proteção ao interesse das grandes empresas estadunidenses, como a United Fruit. A instabilidade política dos países da América Latina e o estilo personalista (às vezes anedótico) de alguns caudilhos levou à criação do estereótipo "república das bananas".

## Conflitos entre grupos
O sistema caudilhista trouxe conflitos entre os grupos liderados por diferentes aspirantes ao poder, pois o domínio regional se baseava muitas vezes em alianças semelhantes ao sistema feudal e conflitantes com as liberdades individuais da população.
Esta era relegada a segundo plano, e só mobilizada para eleger, ou dar respaldo legal ao líder do momento. Este, muitas vezes, poderia ser algum aventureiro estranho às oligarquias, porém, dependendo de sua influência sobre a população, conseguia liderá-la e se tornava o mais novo caudilho a governar uma nação.
Sempre após as lutas de independência dos países latino-americanos, sucedeu-se a depressão da economia. Esta ocasionou uma pressão social para o aparecimento de líderes que tomavam as rédeas das nações recém-formadas independentemente de ideologias. O que valia era a figura do líder, a ideologia estava em outro plano. Este fenômeno gerou a expansão do caudilhismo, mas não desenvolveu um corpo ideológico compatível com seu peso político.

## Caudilhismo na região platina da América do Sul
Na região platina da América do Sul que inclui a Argentina Vice-Reinado do Rio da Prata e o Uruguai-Metade Sul do Rio Grande do Sul (Banda Oriental).
O caudilhismo desenvolveu-se a partir da necessidade de proteção e organização militar da região, que era vítima das disputas das metrópoles Portugal e Espanha. Não eram senhores feudais, porque não havia uma precisa delimitação de área destinada a cada caudilho; as áreas não tinham demarcação, as pessoas trabalhavam para si ou eram contratadas, ou simplesmente acompanhavam os líderes pelo sentimento mítico que despertavam, o que as impelia , inclusive a uma devoção militar.

## Observações
"O caudilhismo representou em certos casos a defesa das estruturas socioeconômicas tradicionais, como também o artesanato e a indústria incipiente, contra elites burguesas que atuavam na exportação de matérias-primas, constituindo a típica burguesia compradora. Na América Latina, o termo caudilho ainda continua a ser usado, como o de cacique, para designar chefes de partido local ou de aldeia, com características demagógicas. O epíteto foi expressamente rejeitado pelos ditadores militares do nosso século, pelas conotações naturais e inorgânicas que implica a região, contrariamente ao que acontecia na Espanha, onde os partidários do franquismo chamavam oficialmente o seu chefe caudilho. Contudo, não pode confundir-se, neste caso, com a tradição latino-americana,mas com o lema das forças anti-republicanas durante a Guerra Civil (1936-1939): una fe, una pátria, un caudillo. Presentemente, parte dos estudiosos da ciência política creem que o caudilhismo é particularmente importante para o entendimento da formação do militarismo na América Latina."[carece de fontes?]